# Asser Daniel Cohen
Asser Daniel Cohen (9. august 1794 i Hamborg – 9. juli 1863 i Frederiksstad) var en dansk jødisk teolog og forfatter. A. D. Cohen blev i 1817 udnævnt som kateket for de mosaiske menigheder på Fyn og Lolland-Falster, med bopæl i Odense. Ved siden af sit embede, drev han en boghandel, hvor han også udgav sine egne værker. Blandt disse er Krigen 1848, 1849, 1850 og de Faldnes Minde, som er en beskrivelse af Treårskrigen og en fortegnelse over faldne og savnede. Fra 1855 og frem til sin død, var han kateket over de mosaiske menigheder i Slesvig, med bopæl i Frederiksstad. Han blev begravet i Odense. 
Han var far til Vilhelm Cohen, morfar til rovmorderen Adolph Philipsen og halvfætter til Mendel Levin Nathanson.
Udnævnt i 1852 til Ridder af Dannebrog.